# Unlocked (álbum)
Unlocked es el segundo álbum de estudio grabado por la cantante rumana Alexandra Stan, lanzado el 27 de agosto de 2014 a través de Victor Entertainment. El disco contó con la participación de varios productores, incluyendo Andreas Schuller, Sebastian Jacome, Chrishan Prince, Erik Lidbom y Gabriel Huiban; las canciones fueron desarrolladas durante el primer campamento de composición rumano FonoCamp en 2013. Unlocked fue estrenado luego de un altercado físico entre Stan y su exmánager Marcel Prodan, lo que los llevó a un caso judicial y un receso temporal de su carrera en 2013. Como resultado la cantante dejó el sello de Prodan, Maan Records, y firmó un nuevo contrato de grabación con Fonogram Records para distribuir el álbum en varios países. Unlocked incorpora géneros de dance, techno, pop y R&B, con influencias que van desde J-pop y Bhangra hasta la música house. Líricamente, presenta temas sobre liberación y nuevos comienzos. El álbum ha recibido reseñas variadas por parte de los críticos de música, quienes criticaron la falta de originalidad de las canciones.
Unlocked debutó y alcanzó el puesto número 21 en la lista Oricon de Japón, donde ha vendido 17,045 unidades a partir de enero de 2015. Se lanzaron seis sencillos para promover el álbum, de los cuales tres—«Cherry Pop», «Dance» y «We Wanna»—ingresaron en la lista Japan Hot 100. «We Wanna», una colaboración con Inna y Daddy Yankee, alcanzó el top 60 en varios territorios. Para una mayor promoción de Unlocked, la cantante se embarcó en las giras Cherry Pop Summer Tour y Unlocked Tour en 2014 presentándose en Japón, México, Rusia, y Turquía.

## Antecedentes y desarrollo
En 2012 y 2013, Stan lanzó los sencillos «Lemonade», «Cliché (Hush Hush)» y «All My People» para su segundo álbum. Pero el lanzamiento del disco se retrasó debido a un altercado físico por parte de su exmánager Marcel Prodan, lo que llevó a Stan a acusarlo de múltiples delitos en un caso judicial. Una reedición de Saxobeats (2011) sólo para Japón, titulada Cliché (Hush Hush), fue estrenada en octubre de 2013 junto con los tres sencillos anteriormente mencionados; este fue el último álbum de la cantante lanzado bajo el sello de Prodan, Maan Records.
A finales de 2013 Stan comenzó a trabajar con otro equipo—incluyendo a los compositores Alex Cotoi y Erik Lidbom—en su segundo álbum de estudio, Unlocked. Ella dejó el sello de Prodan y firmó un nuevo contrato de grabación con Fonogram Records. El trabajo en el álbum continuó durante el FonoCamp 2013, el primer campamento de composición rumano en Azuga, donde la artista estuvo acompañada por otros cantantes y compositores rumanos. Stan estuvo involucrada en el proceso de composición de todas las canciones presentes en Unlocked, excepto en «Thanks for Leaving», «Set Me Free» y «Trumpet Blows».

## Lanzamiento y portada
Unlocked fue lanzado para el mercado japonés el 27 de agosto de 2014, precedido por un preestreno del álbum, con una duración de ocho minutos y 34 segundos, subido a YouTube. Los lanzamientos digitales y físicos continuaron ese año en otros países, mientras que una edición de lujo con un DVD adicional estuvieron disponibles en Japón. La edición española de Unlocked incorpora las pistas originales y unas remezclas en dos listas separadas. Para la edición digital distribuida en Alemania, «We Wanna» (2015), una pista con la colaboración de Inna y Daddy Yankee, fue incluida en la lista de canciones. Dimitri Caceaune fue el encargado de diseñar la portada de Unlocked. En ella se muestra a Stan vistiendo una chaqueta multicolor frente a un fondo púrpura. En la imagen usada para la edición japonesa del disco, diseñada en blanco y negro, sus ojos fueron aumentados ya que la cantante pensó que «los japoneses están muy obsesionados con los ojos grandes».

## Promoción y desempeño comercial

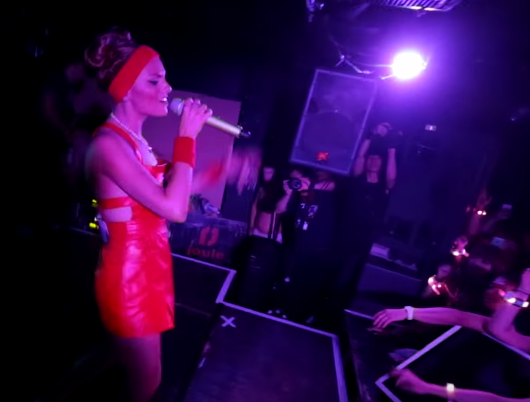
Stan presentándose en Osaka, Japón durante su Unlocked Tour (2014).

Unlocked fue apoyado por las giras Cherry Pop Summer Tour y Unlocked Tour. La primera comenzó en Rusia el 5 de julio y continuó hacia México, Turquía, y Japón, finalizando el 29 de julio de 2014. El grupo de danza rumano StanBoyz acompañó a Stan durante el Unlocked Tour, que visitó los mismos países.
«Thanks for Leaving» fue lanzado el 28 de abril de 2014 junto con su video musical como el primer sencillo de Unlocked, alcanzando la posición número 42 en la lista Airplay 100 de Rumania, el número 83 en el ranking FIMI de Italia, y el número uno en la lista de Pop en Ucrania. «Cherry Pop», el segundo sencillo del disco, fue estrenado el 28 de mayo de 2014. El video oficial de la canción fue filmado por Khaled Mokhtar en Buftea, Rumania, y presenta a la cantante jugando tenis contra ella misma en un ambiente futurista. La pista alcanzó el número 64 en la lista Japan Hot 100. El tercer sencillo del álbum, «Dance», fue lanzado el 18 de julio de 2014. Promovida por un video musical también filmado por Mokhtar, la canción alcanzó el número 25 en Japón, y el número 70 en la lista Ö3 Austria Top 40 de Austria.
El cuarto sencillo de Unlocked, «Give Me Your Everything», fue estrenado el 20 de agosto de 2014. Su video musical, filmado por Mokhtar, causó polémica debido a una escena que muestra a la cantante luciendo una túnica con símbolos masónicos en su espalda; el sitio web Urban.ro lo llamó «su video más extraño hasta el momento». «Vanilla Chocolat» fue lanzado el 24 de diciembre de 2014 como el quinto sencillo del álbum, con la colaboración del rapero rumano Connect-R. Fue promovido por un video selfie que muestra a los dos artistas actuando en varios shows en vivo y en los estudios de su discográfica Roton. «We Wanna» — un sencillo adicional disponible únicamente en la edición alemana de Unlocked, e incluido posteriormente en el tercer álbum de estudio de Stan Alesta (2016) — alcanzó el top 60 en Polonia, Italia, Rumania, y Eslovaquia, y recibió una certificación de oro por FIMI. Unlocked debutó y alcanzó la posición número 21 en la lista Oricon Albums Chart de Japón con ventas de 3,859 copies en su primera semana. El álbum ha vendido 17,045 unidades a partir de enero de 2015.

## Composición y recepción
Todas las letras en Unlocked fueron compuestas en inglés, excepto por unos versos en francés en «Vanilla Chocolat» y un par de líneas en español en «We Wanna». Ninguna fue escrita en rumano, aunque Hitfire sugirió que su acento es lo suficientemente fuerte como para que «Thanks for Leaving», una balada escrita acerca del incidente de Stan con Prodan, hubiese sonado mejor en rumano. Las canciones son una mezcla de dance, techno, pop, y R&B, con influencias que van desde J-pop (en «Cherry Pop») y Bhangra (en «Kiss Me Goodbye») hasta la música house (en «Dance»). Un sonido de saxofón similar al de «Mr. Saxobeat» (2011) es usado en «Dance». Un editor de Everything Express pensó que Stan fue influenciada, o deliberadamente imitaba, la música de Britney Spears, Rihanna, y Sia, identificando las pistas «Happy» y «Little Lies», un cover de la canción de Fleetwood Mac del mismo nombre (1987), ya que sonaban de manera similar a los trabajos de Spears. Las canciones del álbum tocan temas como la libertad y los nuevos comienzos.
Varios críticos de música pensaron que el disco era rítmico, pero criticaron las canciones por carecer de originalidad. Hitfire describió a «Vanilla Chocolat» como «pegadiza», pero encontró que las letras no tenían sentido y que la pista no era nada interesante. Pure Charts describió a «We Wanna» como «nada nuevo», y otro editor de Hitfire sintió que «Dance», aunque mejor que los sencillos previos de Unlocked, no era nada original. «Thanks for Leaving» recibió comentarios más positivos y fue descrita como «una balada de renacimiento» y «una balada pop bonita, pero no tan dramática». Everything Express pensó que «Cherry Pop» tenía un coro débil y una calidad baja; también sintió que «Celebrate» había sido arruinada por las vocales de fondo, y que «Dance» tenía letras débiles. El editor fue más positivo con respecto a «Give Me Your Everything», ya que «esta pista nos hace recordar que ella sabe cantar», y describió a «Set Me Free» como «una balada poderosa mid-tempo y posiblemente la mejor canción del álbum», pero recomendó saltarse las remezclas presentes en la edición de lujo de Unlocked. La reseña de RnB Junk fue más favorable, describiendo al disco como una gran evolución en el estilo de Stan más allá de las canciones sencillas de dance, y seleccionó a «Thanks for Leaving», «Unlocked», «Set Me Free» y «Give Me Your Everything» como los puntos destacados del álbum.

## Lista de canciones
Créditos adaptados de las notas de Unlocked.
| Unlocked – Edición internacional |                                    | |                             |          |  |
| N.º                              | Título                             | Escritor(es) | Productor(es)               | Duración |  |
| 1.                               | «Little Lies»                      | Prince Chrishan Kyle Coleman Alexandru Cotoi Alexandra Stan Mika Moupondo Ionut Adrian Radu Jade Burges (vocales de fondo) | Crishan Cotoi               | 3:41     |  |
| 2.                               | «Cherry Pop»                       | Stan Lukas Hällgren | Lidbom Hällgren (adicional) | 3:11     |  |
| 3.                               | «Dance»                            | Cotoi Stan Mika Moupondo Lee Anna McCollum Cosmin Basasteanu Lidbom                                                        | Cotoi Lidbom                | 3:41     |  |
| 4.                               | «Back to Light»                    | Nazarine Henderson McCollum Stan Anton Kuhl Cotoi                                                                          | Kuhl Cotoi                  | 3:34     |  |
| 5.                               | «Give Me Your Everything»          | Serban Cazan Stan McCollum Henderson Andrei Mihai                                                                          | Cazan                       | 3:25     |  |
| 6.                               | «Kiss Me Goodbye»                  | Cotoi Mika Moupondo Stan                                                                                                   | Cotoi                       | 3:18     |  |
| 7.                               | «Vanilla Chocolat» (con Connect-R) | Cotoi Stan Stefan Mihalache Mika Moupondo Sava Constantin                                                                  | Cotoi                       | 3:17     |  |
| 8.                               | «Trumpet Blows»                    | Gabriel Huiban Karen Amanda Reifer Kerrie Thomas-Armstrong Thomas-Ray Armstrong                                            | Huiban                      | 2:52     |  |
| 9.                               | «Set Me Free» (con Grano)          | Mika Moupondo Cotoi Radu                                                                                                   | Cotoi Radu Moupondo         | 3:55     |  |
| 10.                              | «Celebrate»                        | Stan Radu McCollum Henderson Cotoi                                                                                         | Radu                        | 3:27     |  |
| 11.                              | «Happy»                            | Victor Bourosu Stan McCollum Henderson                                                                                     | Bourosu                     | 3:30     |  |
| 12.                              | «Thanks for Leaving»               | McCollum Henderson Sebastian Jacome Cotoi                                                                                  | Cotoi Jacome                | 3:36     |  |
| 13.                              | «Holding Aces»                     | Crishan Angelica Vasilcov Coleman Stan Cotoi Radu                                                                          | Crishan Cotoi Radu          | 3:23     |  |
| 14.                              | «Unlocked»                         | Cotoi Bourosu Stan Mika Moupondo                                                                                           | Cotoi Bourosu               | 8:14     |  |
| 15.                              | «Dance» (Grano Remix)              | Cotoi Stan Mika Moupondo McCollum Basasteanu                                                                               | Cotoi                       | 4:18     |  |
| Duración total: 57:22            |                                    | |                             |          |  |

| Edición japonesa      |                                          |                                                         |          |  |
| N.º                   | Título                                   | Escritor(es)                                            | Duración |  |
| 1.                    | «Little Lies»                            |                                                         | 3:42     |  |
| 2.                    | «Cherry Pop»                             |                                                         | 3:12     |  |
| 3.                    | «Dance»                                  |                                                         | 3:42     |  |
| 4.                    | «Back to Light»                          |                                                         | 3:35     |  |
| 5.                    | «Give Me Your Everything»                |                                                         | 3:26     |  |
| 6.                    | «Kiss Me Goodbye»                        |                                                         | 3:19     |  |
| 7.                    | «Digital»                                | Lidbom Claire Rodrigues Lee                             | 3:50     |  |
| 8.                    | «Zoom Zoom»                              | Lidbom Anne Judith Wik Nermin Harambasic Ronny Svendsen | 3:26     |  |
| 9.                    | «Set Me Free» (con Grano)                |                                                         | 3:55     |  |
| 10.                   | «Celebrate»                              |                                                         | 3:28     |  |
| 11.                   | «Happy»                                  |                                                         | 3:30     |  |
| 12.                   | «Thanks for Leaving»                     |                                                         | 3:37     |  |
| 13.                   | «Holding Aces»                           |                                                         | 3:24     |  |
| 14.                   | «Dance» (Grano Remix)                    |                                                         | 4:19     |  |
| 15.                   | «Cherry Pop» (Sonic-E & Woolhouse Remix) |                                                         | 3:05     |  |
| Duración total: 53:30 |                                          |                                                         |          |  |

| Edición de lujo japonesa |                                          |          |  |
| N.º                      | Título                                   | Duración |  |
| 1.                       | «Little Lies»                            | 3:42     |  |
| 2.                       | «Cherry Pop»                             | 3:12     |  |
| 3.                       | «Dance»                                  | 3:42     |  |
| 4.                       | «Back to Light»                          | 3:35     |  |
| 5.                       | «Give Me Your Everything»                | 3:26     |  |
| 6.                       | «Kiss Me Goodbye»                        | 3:19     |  |
| 7.                       | «Digital»                                | 3:50     |  |
| 8.                       | «Zoom Zoom»                              | 3:26     |  |
| 9.                       | «Vanilla Chocolat» (con Connect-R)       | 3:18     |  |
| 10.                      | «Trumpet Blows»                          | 2:54     |  |
| 11.                      | «Set Me Free» (con Grano)                | 3:54     |  |
| 12.                      | «Celebrate»                              | 3:28     |  |
| 13.                      | «Happy»                                  | 3:30     |  |
| 14.                      | «Thanks for Leaving»                     | 3:37     |  |
| 15.                      | «Holding Aces»                           | 3:25     |  |
| 16.                      | «Unlocked»                               | 8:14     |  |
| 17.                      | «Dance» (Grano Remix)                    | 4:19     |  |
| 18.                      | «Cherry Pop» (Sonic-E & Woolhouse Remix) | 3:05     |  |
| Duración total: 68:06    |                                          |          |  |

| DVD adicional         |                                           |          |  |
| N.º                   | Título                                    | Duración |  |
| 1.                    | «Cherry Pop» (video musical)              | 3:21     |  |
| 2.                    | «Dance» (video musical)                   | 3:44     |  |
| 3.                    | «Give Me Your Everything» (video musical) | 3:30     |  |
| 4.                    | «Thanks for Leaving» (video musical)      | 4:10     |  |
| 5.                    | «créditos»                                | 0:18     |  |
| Duración total: 15:03 |                                           |          |  |

| Edición española      |                                    |          |  |
| N.º                   | Título                             | Duración |  |
| 1.                    | «Little Lies»                      | 3:42     |  |
| 2.                    | «Dance»                            | 3:42     |  |
| 3.                    | «Cherry Pop»                       | 3:12     |  |
| 4.                    | «Back to Light»                    | 3:35     |  |
| 5.                    | «Give Me Your Everything»          | 3:26     |  |
| 6.                    | «Kiss Me Goodbye»                  | 3:19     |  |
| 7.                    | «Vanilla Chocolat» (con Connect-R) | 3:18     |  |
| 8.                    | «Trumpet Blows»                    | 2:52     |  |
| 9.                    | «Set Me Free» (con Grano)          | 3:54     |  |
| 10.                   | «Celebrate»                        | 3:28     |  |
| 11.                   | «Happy»                            | 3:30     |  |
| 12.                   | «Thanks for Leaving»               | 3:37     |  |
| 13.                   | «Holding Aces»                     | 3:25     |  |
| 14.                   | «Unlocked»                         | 8:14     |  |
| Duración total: 53:12 |                                    |          |  |

| Edición de lujo española (Remezclas) |                                                           |          |  |
| N.º                                  | Título                                                    | Duración |  |
| 1.                                   | «Dance» (Geo Da Silva & Jack Mazzoni Radio Edit)          | 3:16     |  |
| 2.                                   | «Dance» (CryDuom Radio Edit)                              | 3:16     |  |
| 3.                                   | «Dance» (DJ Kone & Marc Palacios Radio Edit)              | 3:43     |  |
| 4.                                   | «Dance» (Grano Remix)                                     | 4:18     |  |
| 5.                                   | «Cherry Pop» (DJ Kone & Marc Palacios Radio Edit)         | 3:33     |  |
| 6.                                   | «Cherry Pop» (Geo Da Silva & Jack Mazzoni Radio Remix)    | 3:15     |  |
| 7.                                   | «Cherry Pop» (CryDuom Remix Radio)                        | 3:13     |  |
| 8.                                   | «Dance» (Geo Da Silva & Jack Mazzoni Extended Remix)      | 4:03     |  |
| 9.                                   | «Dance» (CryDuom Extended Remix)                          | 4:19     |  |
| 10.                                  | «Dance» (DJ Kone & Marc Palacios Extended Remix)          | 6:25     |  |
| 11.                                  | «Cherry Pop» (DJ Kone & Marc Palacios Extended Remix)     | 6:24     |  |
| 12.                                  | «Cherry Pop» (Geo Da Silva & Jack Mazzoni Extended Remix) | 4:17     |  |
| 13.                                  | «Cherry Pop» (Cry Duom Extended Remix)                    | 4:02     |  |

| Edición alemana         |                                      |                                                             |                   |          |  |
| N.º                     | Título                               | Escritor(es)                                                | Producer(s)       | Duración |  |
| 1.                      | «We Wanna» (con Inna y Daddy Yankee) | Andreas Schuller Jacob Luttrell Thomas Troelsen Ramon Ayala | Schuller Troelsen | 3:52     |  |
| 2.                      | «Little Lies»                        |                                                             |                   | 3:42     |  |
| 3.                      | «Dance»                              |                                                             |                   | 3:42     |  |
| 4.                      | «Cherry Pop»                         |                                                             |                   | 3:12     |  |
| 5.                      | «Back to Light»                      |                                                             |                   | 3:35     |  |
| 6.                      | «Give Me Your Everything»            |                                                             |                   | 3:26     |  |
| 7.                      | «Kiss Me Goodbye»                    |                                                             |                   | 3:19     |  |
| 8.                      | «Vanilla Chocolat» (con Connect-R)   |                                                             |                   | 3:18     |  |
| 9.                      | «Trumpet Blows»                      |                                                             |                   | 2:52     |  |
| 10.                     | «Set Me Free» (con Grano)            |                                                             |                   | 3:54     |  |
| 11.                     | «Celebrate»                          |                                                             |                   | 3:28     |  |
| 12.                     | «Happy»                              |                                                             |                   | 3:30     |  |
| 13.                     | «Thanks for Leaving»                 |                                                             |                   | 3:37     |  |
| 14.                     | «Holding Aces»                       |                                                             |                   | 3:25     |  |
| 15.                     | «Unlocked»                           |                                                             |                   | 8:14     |  |
| 16.                     | «Dance» (Grano Remix)                |                                                             |                   | 4:18     |  |
| Duración total: 1:01:14 |                                      |                                                             |                   |          |  |

## Personal
Créditos adaptados de las notas de Unlocked.
Estudios
- Grabado en Fonogram Music Production en Bucarest, Rumania.
- Grabado en Hitfire Production en Upsala, Suecia.

Créditos vocales
- Alexandra Stan – voz principal
- Jade Burges – vocales de fondo
- Connect-R – artista invitado

Créditos creativos y visuales
- David Gal – dirección artística, diseño, director creativo
- Griffon & Swans – dirección artística, diseño, director creativo
- Dimitri Caceaune – director creativo, fotografía
- Alex Ifimov – estilos de peinado, maquillaje
- Ema Băniță – asistente de estilista
- Andra Moga – estilista

## Posicionamiento en listas
| Japón | Oricon | 21 |

## Historial de lanzamiento
| Región   | Fecha                   | Discográfica     | Edición(es) |
| -------- | ----------------------- | ---------------- | ----------- |
| Japón    | 27 de agosto de 2014    | Victor           | Estándar    |
| Japón    | 24 de diciembre de 2014 | Victor           | De lujo     |
| Turquía  | 25 de noviembre de 2014 | Yeni Dünya       | Estándar    |
| Mundo    | 25 de noviembre de 2014 | Fonogram • Roton | Estándar    |
| Italia   | 16 de diciembre de 2014 | Ego              | Estándar    |
| España   | 24 de febrero de 2015   | Blanco y Negro   | Estándar    |
| Alemania | 7 de agosto de 2015     | Kontor           | Estándar    |

| Región    | Fecha                   | Discográfica   | Edición(es)   |
| --------- | ----------------------- | -------------- | ------------- |
| Japón     | 27 de agosto de 2014    | Victor         | Estándar      |
| Japón     | 24 de diciembre de 2014 | Victor         | De lujo + DVD |
| España    | 2014                    | Blanco y Negro | Estándar      |
| Turquía   | 2014                    | Yeni Dünya     | Estándar      |
| Australia | 2015                    | Fonogram       | Estándar      |
| Alemania  | 2015                    | Fonogram       | Estándar      |
| Rumania   | 2015                    | Roton          | Estándar      |